# Гессен, Евгений Сергеевич
Евгений Сергеевич Гессен (23 января (5 февраля) 1910, Санкт-Петербург, Российская империя — около 1945, близ Освенцима) — русский поэт, представитель «первой волны» эмиграции, член пражского литературного объединения «Скит».

## Биография
Евгений Гессен родился 23 января (5 февраля)  1910 года в Санкт-Петербурге в семье философа Сергея Иосифовича Гессена и Нины Лазаревны Минор, дочери невропатолога Лазаря Соломоновича Минора. После Февральской революции 1917 года семья переехала в Томск, где отец будущего поэта преподавал в университете. В 1921 году семья Гессенов вернулись в Петроград и в декабре на санях пересекла финскую границу по льду Финского залива и вскоре после этого уехала в Берлин, где поселилась у деда И. В. Гессена, эмигрировавшего годом раньше.
В Германии будущий поэт учился в русской гимназии. В 1924 году семья переехала в Прагу, а в 1929 году Евгений уехал учиться в Лёвенский католический университет в Бельгии. Но учёба не заладилась, он вернулся в Прагу и в 1934 году поступил на электротехническое отделение Высшего технического училища.
Литературу Евгений любил с детства, но стихи начал писать только с 1934 года. Уже в конце этого года стал членом литературного содружества молодых поэтов «Скит», а с 1935 года начал публиковаться в периодике — варшавской газете «Меч», парижском журнале «Современные записки», выборгском «Журнале Содружества», коллективных сборниках. Из «скитников» Гессен поддерживал тесные дружеские отношения с Владимиром Мансветовым, Вадимом Морковиным, Николаем Терлецким. В 1936 году родители поэта разошлись, а брат Дмитрий уехал с отцом в Варшаву. Евгений вместе с матерью остался в Праге, работал продавцом в русском книжном магазине, давал уроки русского языка. После немецкой оккупации Чехословакии был по доносу арестован гестапо и провёл три месяца в немецкой тюрьме.
Мать и сын не пытались эмигрировать, как это делали тогда в Чехословакии многие евреи, но и не скрывали своего происхождения. После открытия А. Эйхманом в Праге летом 1939 года отделения Центрального бюро по еврейской эмиграции мать Евгения зарегистрировалась в опорном пункте как еврейка и открыто рассказала, что она внучка бывшего главного раввина Москвы Соломона Минора. Николай Терлецкий вспоминал об отношении поэта к политической ситуации: «Евгений Гессен давно уже имел разрешение на поездку в США, но ехать туда не хотел, говорил, что люди только болтают о преследовании евреев, что Германия культурная страна великих поэтов и философов...». С осени 1941 года, когда вступил в силу приказ об обязательном ношении евреями на территории Третьего рейха «отличительного знака», Евгений Гессен послушно ходил в пальто с нашитой жёлтой звездой.
Вадим Морковин об этом времени писал: «Во время немецкой оккупации мать Евгения Гессена была отправлена в концлагерь одним из первых эшелонов, ибо вела себя чрезвычайно вызывающе и при всех хвасталась, что она дочь бывшего верховного раввина в России. Нет ни малейшего сомнения, что этим она очень повредила Евгению, которому, возможно, как сыну наполовину русского отца удалось бы пережить немецкую оккупацию. Он долго ещё оставался в Праге, затем был арестован, его долго держали в тюрьме на Панкраце, потом на короткое время выпустили на свободу, после чего направили на работу в Паненские Бржежаны. Только к концу войны его перевели в Терезин, затем в Германию».
Отправленная в Германию Нина Лазаревна через год погибла в немецком концлагере, а её сын 14 сентября 1942 года был отправлен в лагерь Терезин, а затем в немецкий концлагерь Вулкнов. Летом 1944 года поэт заболел сыпным тифом, был вылечен в берлинской больнице, переведён в лагерь Ораниенбург, а 28 сентября того же года отправлен в Освенцим, где, вероятно, и погиб.
Морковин приводит свидетельство одного из заключённых концлагеря Вулкнов, что поэт заболел в лагере дизентерией и был помещён в еврейскую больницу в Берлине, где и умер. Ирина Бем утверждает, что Евгений погиб в концлагере под Берлином в 1943 году, а ещё одна участница «Скита» Эмилия Чегринцева, у которой хранились некоторые рукописи Гессена, сообщала, что получила от него письмо в 1942 году, уже после отправки в Освенцим. Исследователь научной биографии его отца утверждает, что поэт умер от сыпного тифа в 1944 году в лагере Ораниенбург, а его брат Дмитрий сообщает, что Евгений погиб весной 1945 года, во время пешего перехода заключённых из одного лагеря в другой.
Отдельной книгой стихи Евгения Гессена ранее никогда напечатаны не были.
Поэтесса Ирина Бем писала о Евгении: «Помню выступления Женечки (как его все называли) Гессена, который, слегка раскачиваясь, глуховатым голосом, нараспев читал свои всегда особенные, всегда музыкальные и на фоне скитских такие простые и запоминающиеся стихи». Поэт Владислав Ходасевич отмечал успехи начинающего пражского поэта: «Сейчас наиболее обещающими поэтами "Скита", кроме Головиной, кажутся нам Э. Чегринцева, Евгений Гессен, Татьяна Ратгауз».